# Newberry National Volcanic Monument
Newberry National Volcanic Monument ist ein Naturschutzgebiet vom Typ eines National Monuments im US-Bundesstaat Oregon. Es umfasst den Newberry-Vulkan, einen der flächenmäßig größten Schildvulkane in der Kaskadenkette, und einen etwa 40 km langen Lavafluss nach Nordwesten. Das über 224 Quadratkilometer große Schutzgebiet wurde im November 1990 vom US-Kongress ausgewiesen und wird vom US Forest Service verwaltet. Es liegt vollständig innerhalb des Deschutes National Forest, einem Nationalforst.
Vulkan und Schutzgebiet sind nach John Strong Newberry (1822–1892) benannt, einem Wissenschaftler, der von 1857 bis 1858 eine Expedition der US-Armee begleitete, die mögliche Eisenbahnstrecken vermessen sollte. Newberry war maßgeblich an der Erforschung der Geologie und Botanik Oregons beteiligt.

## Geographie
Der Newberry-Vulkan liegt im Deschutes County etwa 45 km südlich von Bend. Er ist mit rund 40 km Durchmesser ein besonders großer Schildvulkan. Wie alle Schildvulkane erhebt er sich relativ flach aus der Umgebung. Der höchste Punkt Paulina Peak mit 2434 m liegt etwa 1000 m über dem Deschutes River westlich des Berges.
Mittelpunkt des Vulkans ist die Caldera mit einem Durchmesser von etwa 6,5 km. In ihr liegen die beiden Seen Paulina Lake und East Lake, der jüngste Lavafluss Big Obsidian Flow und ein kleiner Schlackenkegel namens Central Pumice Cone. Der auf 1935 m Höhe liegende, bis zu 76 Meter tiefe Paulina Lake ist 615 Hektar groß, der East Lake ist kleiner. Beide Seen werden nur durch Regenwasser, Schmelzwasser und heiße vulkanische Quellen gespeist. Abfluss der Seen ist der Paulina Creek, der durch eine Schlucht auf der Westseite aus der Caldera fließt. Bis auf diese Schlucht ist die Caldera von einem 200 bis 300 Meter hohen Kraterrand umgeben. Der Paulina Peak bildet einen Teil des Randes. Über die gesamte Fläche des Vulkans sind rund 400 kleine Schlackenkegel verteilt.
Geologen vermuten, dass die Caldera durch den Einsturz eines Vulkans von etwa 2700 Meter Höhe und etwa 40 Kilometer Durchmesser vor etwa 500.000 Jahren entstanden ist. Weite Teile der Umgebung des Newberry Craters wurden durch Lavaströme bedeckt, die bis zu 110 Kilometer weit geflossen sind. In einem in nordwestlicher Richtung verlaufenden Lavaflusses liegt der Lava Cast Forest, wo Abdrücke von Baumstämmen in der erkalteten Lava erhalten sind. In der Nähe liegen der Lava Butte, ein 1528 m hohen Vulkankegel, der sich über 150 Meter über der Umgebung erhebt, und mehrere Lavaröhren. Die 13 km südlich von Bend am Highway 97 gelegene Lava River Cave ist eine solche Lavaröhre, die über 1,8 km lang, bis zu 15 m breit und bis 18 m hoch ist. Durch die Lavaflüsse wurde auch der Deschutes River zeitweilig aufgestaut; noch heute ist die Schwelle als die etwa 30 m hohen Benham Falls genannten Wasserfälle erhalten.
Die ältesten Gesteine des Vulkans sind nur rund 700.000 Jahre alt. In den letzten 10.000 Jahren gab es im Krater etwa 25 Ausbrüche, der Lavafluss Big Obsidian Flow stammt etwa aus dem Jahr 650 und stellt die jüngste vulkanische Aktivität im zentralen Oregon dar. Der Vulkan ist nicht erloschen, in der Zukunft sind sowohl Lavaflüsse wie Eruptionen zu erwarten.

## Geschichte
Ausgrabungen am Paulina Lake haben ergeben, dass Paläoindianer schon vor 10.000 Jahren die Caldera aufgesucht haben. Der East Lake Obsidian Flow und der Big Obsidian Flow lieferten für die Indianer wertvollen Obsidian, den sie für Steinwerkzeuge wie Schaber und Klingen verwendeten.
Der Newberry Crater gehört seit 1908 zum Deschutes National Forest. Im November 1990 wurde der Krater zum National Monument erklärt. Das Gelände der 1889 entdeckten Lava River Cave wurde 1926 dem Staat Oregon geschenkt, der sie zum State Park erklärte. 1981 tauschte Oregon den Park gegen andere Gebiete des US Forest Service.

## Touristische Anlagen
Das Hauptbesucherzentrum des National Monument, das Lava Lands Visitor Center liegt südlich von Bend am Highway 97 und informiert über Geologie, Ökologie und Kulturgeschichte. Vom Besucherzentrum führt auch ein Weg auf den Lava Butte, von dessen Gipfel sich ein weiter Ausblick sowie ein Blick in den bis zu 60 m tiefen Krater bietet. Das Lava Lands Visitor Center ist von Mai bis Oktober geöffnet. Ein zweites, kleineres Besucherzentrum am Paulina Lake ist nur im Sommer geöffnet.
Die Lava River Cave liegt am Highway 97 südlich von Bend. Der Highway 97 überquert die Höhle, die im Sommer zu besichtigen ist.
Seit 1912 wurden in den beiden Seen der Caldera Fische eingesetzt, vorwiegend Regenbogenforellen und Rotlachs. Daher ist der Angelsport die wichtigste touristische Aktivität im Gebiet. An beiden Seen gibt es je ein rustikales Hotel mit Einrichtungen für Angler; insgesamt sieben Campingplätze sind über das ganze Schutzgebiet verteilt. Durch das Schutzgebiet führt der über 33 Kilometer lange Crater Rim Trail und zahlreiche andere Wege mit einer Gesamtlänge von insgesamt 96 Kilometer.

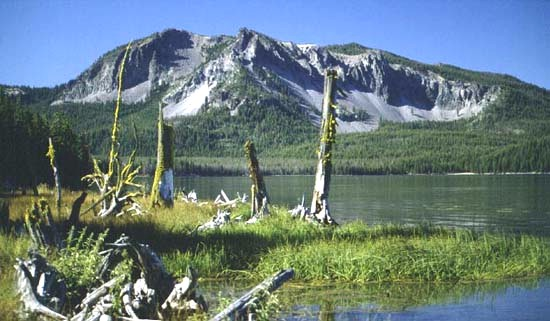
Paulina Peak über Paulina Lake
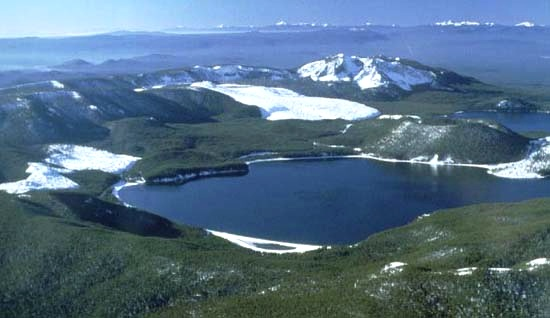
Caldera mit dem East Lake im Vordergrund
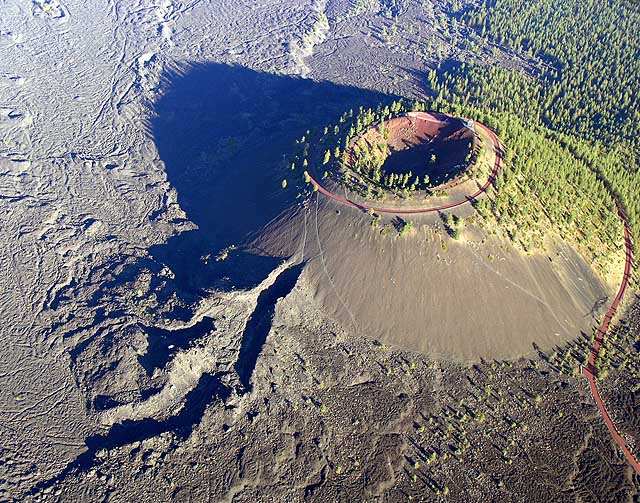
Lava Butte, ein markanter Aschenkegel beim Lava Lands Visitor Center
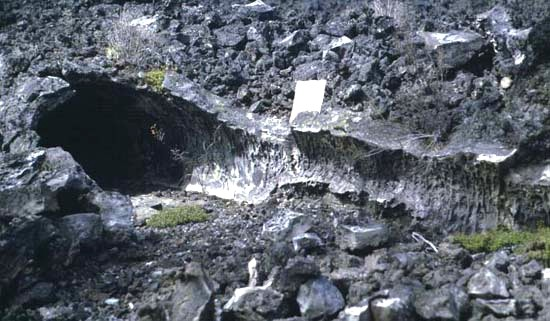
Abdruck eines Baumstammes im Lava Cast Forest

### Offizielle Websites
- US Forest Service: Newberry National Volcanic Monument (offizielle Seite) (englisch)
- Newberry National Volcanic Monument in der www.oregonencyclopedia.org

### Wissenschaftliche Artikel
- Newberry im Global Volcanism Program der Smithsonian Institution (englisch)
- United States Geological Survey: Newberry Volcano (englisch) – zur Geologie des Gebietes